# Hypericum subcordatum
Hypericum subcordatum är en johannesörtsväxtart som först beskrevs av Robert Keller, och fick sitt nu gällande namn av N. Robson. Hypericum subcordatum ingår i släktet johannesörter, och familjen johannesörtsväxter. Inga underarter finns listade i Catalogue of Life.